# Aphrodite: Les Folies Tour
Az Aphrodite: Les Folies Tour, más néven Aphrodite Live volt az ausztrál énekesnő Kylie Minogue tizenkettedik turnéja. A tizenegyedik stúdióalbumának, a 2010-es Aphrodite-nak a népszerűsítésére alkották meg. A turnét hivatalosan 2010 szeptemberében jelentették be, és kezdetben az európai helyszínek lettek megerősítve. 2011 januárjában jelentették be az Egyesült királyságbeli, az észak-amerikai és ázsiai dátumokat. Márciusban jelentették be az ausztrál dátumokat és még ezen év májusában Minogue bejelentette, hogy karrierje során először Afrikában is turnézni fog. A turné színpada egy ókori görög templom falából állt és két kifutóból, melyek a B-színpadhoz vezettek, mely tartalmazott egy olyan emelvényt, melyet vízforrások vettek körül. Harminc vízsugár, egy lejtős és forgó emelvény, valamint légi előadók a kivetítőn szintén a színpadkép részét képezték, mellyel a görög mitológia és kultúra előtt akartak tisztelegni. A turné kosztümeit a divattervezők, Dolce & Gabbana álmodták meg.
Az Aphrodite: Les Folies Tour-t „pop látványosságnak” emlegették, és mely hét szegmensre lett osztva. Az Aphrodité születése nevet viselő részben Minogue egy arany kagylóhéjban jelenik meg a színpadon mint egy istennő. A Pégaszosz nevű szekcióban Minogue-ot egy férfiak által húzott szekérben láthatjuk. A Gladiátor szekcióban egy instrumentális közjátékkal kezdődik és azzal végződik, hogy Minogue-ot egyedül hagyják a színpadon. Az Égi szerelem szekcióban az énekesnő hatalmas fehér mellszobrát láthatjuk. Ez a rész egy dzsessz inspirálta szekcióval végződik, mely egy lejtős, forgó emelvényt használ. A Holográf nevű szekcióban számos elektronikus zenei és rock ihletésű dal hangzik fel. Ezt A jó élet nevet viselő rész követi, melyben Minogue egy táncos hátán repül a B-színpadon keresztül. A Fanfár szekcióban egy karnevál témájú előadást láthatunk. A fináléban vízsugarakat, forrásokat és légi előadóművészeket vetettek be.
A turné pozitív kritikákat kapott a kritikusoktól. Sokan dicsérték a produkció magas színvonalát illetve Minogue színpadi jelenlétét és élő vokáljait. Az Aphrodite: Les Folies Tour anyagilag szintén sikeres volt, összesen 60 millió dollár volt a becsült bevétele. Ezzel a turné a 21. helyre került a Billboard éves listáján, mely a 2011. évi „Top 25 Turnét” sorakoztatta fel illetve a Pollstar „Top 50 Világturnéjának” a listáján. A műsor természetéből adódóan a turnét két néven ismerték. Európában és Ausztráliában Aphrodite: Les Folies Tour néven reklámozták, míg máshol Aphrodite Live néven futott.

## Háttér és gyártás
Az Aphrodite: Les Folies Tour-t 2010. szeptember 6-án jelentették be hivatalosan Minogue hivatalos honlapján. Elöljáróban a következőt nyilatkozta:
Az Aphrodite-val kapcsolatos reakciók hihetetlenek voltak, melyek engem és a csapatomat arra inspirálták, hogy egy olyan műsort állítsunk össze, mely egy olyan eufórikus utazásra visz, mely tele van örömmel, izgalommal és varázslattal. Már alig várom, hogy útra kellhessek és láthassam a rajongóimat 2011-ben.
Minogue később megerősítette, hogy a későbbiekben visszatér turnézni az Egyesült Államokba. Ez lett a harmadik alkalom, hogy az országban lépett fel 2002-es áttörése óta. Az előző turnéját az Egyesült Államokban való karrierje egyik legjobb döntésének tartotta. A továbbiakban a következőkkel folytatta: „Az elmúlt években igazán sok erőfeszítést tettem, hogy sok olyan helyre elmenjek, ahol korábban még nem turnéztam és ez annyira kielégítő és inspiráló volt.” 2011 januárjában az Egyesült királyságbeli turnét kibővítette, négy helyett tizennégy koncertet adott. Japánban és az Egyesült Államokban kibővítette a turnédátumok sorát. 2011 márciusában jelentették be az ausztrál dátumokat és még ezen év májusában Minogue bejelentette, hogy karrierje során először Dél-Afrikában is turnézni fog.

## Koncert összefoglaló
A műsor hét részre lett osztva, melyek a következők: Az Aphrodité születése, Pégaszosz, Gladiátor, Égi szerelem, Holográf, A jó élet, Fanfár és végül a ráadás. A műsor Az Aphrodité születése című viselő nyitánnyal kezdődött, mely „Az állatok farsangja”-ból tartalmazott számos elemet. Rögtön utána Minogue egy arany kagylóhéjban jelent meg a színpad tetején az „Aphrodite”-t énekelve. Ezt követte a „The One”, mely alatt hárfák emelkednek fel a színpadról és a táncosok istennőként bánnak Minogue-gal. Ezután a „Wow”-t adta elő római centúrióknak öltözött táncosai körében. A második rész, a Pégaszosz hangszeres közjátékkal kezdődött. Ezután Minogue egy gigantikus sárga pégaszoszon repülve emelkedik fel a színpadról az “Illusion”-t énekelve. A dalban a hídnak nevezett rész után egy megszakítás következett, melyben Minogue és táncosai egy koreográfiát adtak elő. Ezt követően az „I Believe in You” lett előadva, mely során a B-színpadon egy szekéren húzzák bőrszíjjal összekötözött táncosok az énekesnőt. A Gladiátor rész azzal kezdődik, hogy Minogue egy fekete krinolinban és egy cilinderben a „Cupid Boy”-t énekelve jelenik meg, melyet a „Spinning Around” és a „Get Outta My Way” követ. Ezután Minogue-ot egyedül hagyták a színpadon, aki a „What Do I Have to Do” remixét adta elő. A negyedik rész, az Égi szerelem az „Everything Is Beautiful” előadásával kezdődött, mely során egy róla mintázott fehér mellszobor elől emelkedett ki. Ezt a „Slow” dzsessz verziója követte, mely alatt Minogue-ot egy forgó emelvényen női táncosai vették körül nagy tollakkal legyezve őt.
Az ötödik szekció, a Holográf a „Confide in Me”-vel kezdődött, mely alatt Minogue egy aszimmetrikus, holografikus alufóliából készült báliruhát viselt. Ezt követte a „Can’t Get You Out of My Head” rockos előadása. Ezt az „In My Arms” követte, mely ezt a szekciót zárta. A hatodik rész, A jó élet a „Looking for an Angel” előadásával kezdődött, mely alatt Minogue egy angyalnak öltözött táncos hátán repült a B színpadhoz. Ezt követően az Eurythmics „There Must Be an Angel (Playing with My Heart)” című dalának egy feldolgozását énekelte el Minogue. Ezután Minogue a közönséggel kezdett beszélgetni és bemutatta az együttese tagjait, mielőtt egy egyveleget adott elő a „Can’t Beat the Feeling” és a „Love at First Sight” című dalokból, melyet az „If You Don’t Love Me” követett. A hetedik rész, Fanfár a „Better the Devil You Know” előadásával kezdődött, melyet Minogue forrónaciban és narancssárga dzsekiben énekelt. Ezután a „Better than Today” előadása következett, melyet viszont számos koncert során kihagytak. Ezután Minogue a közönségtől fogadott el dalkéréseket, mely után a „Put Your Hands Up (If You Feel Love)”-val zárta a műsor fő részét. A ráadás egy hangszeres bevezetővel kezdődött, mely a „Millió Dolláros Hableány” címet kapta, mely ezalatt a kivetítőkön úszók voltak láthatóak. Ez az „On a Night Like This” új remixéhez vezetett, mely alatt vízsugarakat vetettek be. A műsort az „All the Lovers” zárta, mely során vízsugarak, szökőkutak, légtornászok és ollós emelők lettek bevetve.

## Az előadott dalok listája
Act 1: The Birth of Aphrodite

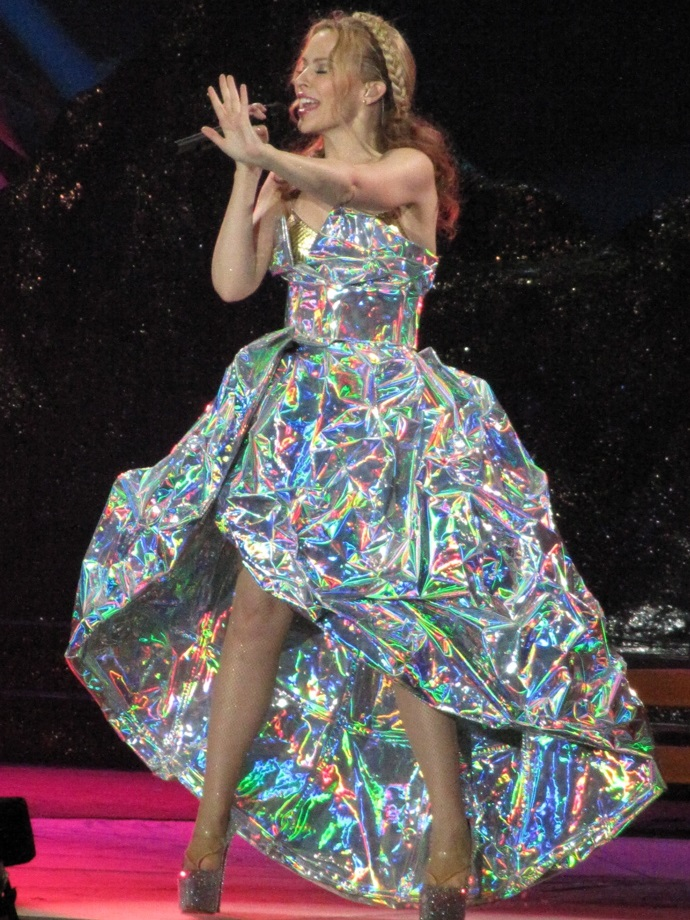
Minogue előadja a „Can’t Get You Out of My Head” című dalt alufólia báliruhát visel.

1. „The Birth of Aphrodite” (Instrumentális bevezető, mely „Az állatok farsangja” elemeit tartalmazza)
2. „Aphrodite”
3. „The One”
4. „Wow”

Act 2: Pegasus
1. „Illusion”
2. „I Believe in You”

Act 3: Gladiator
1. „Cupid Boy”
2. „Spinning Around”
3. „Get Outta My Way”
4. „What Do I Have to Do”

Act 4: Celestial Love
1. „Everything Is Beautiful”
2. „Slow”

Act 5: Holograph
1. „Confide in Me”
2. „Can’t Get You Out of My Head”
3. „In My Arms”

Act 6: The Good Life
1. „Looking for an Angel”
2. „Closer”[a]
3. „There Must Be an Angel (Playing with My Heart)”
4. „Love at First Sight” / „Can’t Beat the Feeling”
5. „If You Don’t Love Me”

Act 7: Fanfare
1. „Better the Devil You Know”
2. „Better Than Today”[b]
3. „Put Your Hands Up (If You Feel Love)”

Ráadás
1. „Million Dollar Mermaid” (Instrumentális közjáték)
2. „On a Night Like This”
3. „All the Lovers”

## A turné állomásai
| Európa            |               |                   |                                                    |
| 2011. február 19. | Herning       | Dánia             | Jyske Bank Boxen                                   |
| 2011. február 22. | Helsinki      | Finnország        | Hartwall Arena                                     |
| 2011. február 23. | Tallinn       | Észtország        | Saku Suurhall                                      |
| 2011. február 25. | Riga          | Lettország        | Arena Riga                                         |
| 2011. február 26. | Vilnius       | Litvánia          | Siemens Arena                                      |
| 2011. február 28. | Hamburg       | Németország       | O2 World                                           |
| 2011. március 1.  | Berlin        | Németország       | O2 World                                           |
| 2011. március 2.  | Prága         | Csehország        | O2 Arena                                           |
| 2011. március 4.  | Lipcse        | Németország       | Arena Leipzig                                      |
| 2011. március 5.  | München       | Németország       | Olympiahalle                                       |
| 2011. március 6.  | Mannheim      | Németország       | SAP Arena                                          |
| 2011. március 8.  | Milánó        | Olaszország       | Mediolanum Forum                                   |
| 2011. március 9.  | Zürich        | Svájc             | Hallenstadion                                      |
| 2011. március 11. | Toulouse      | Franciaország     | Zénith de Toulouse                                 |
| 2011. március 12. | Barcelona     | Spanyolország     | Palau Sant Jordi                                   |
| 2011. március 14. | Metz          | Franciaország     | Galaxie Amnéville                                  |
| 2011. március 15. | Párizs        | Franciaország     | Bercy Arena                                        |
| 2011. március 17. | Amszterdam    | Németalföld       | Heineken Music Hall                                |
| 2011. március 18. | Oberhausen    | Németország       | König Pilsener Arena                               |
| 2011. március 19. | Antwerpen     | Belgium           | Sportpaleis                                        |
| 2011. március 22. | Dublin        | Írország          | The O2                                             |
| 2011. március 23. | Dublin        | Írország          | The O2                                             |
| 2011. március 25. | Cardiff       | Wales             | Motorpoint Arena Cardiff                           |
| 2011. március 26. | Cardiff       | Wales             | Motorpoint Arena Cardiff                           |
| 2011. március 28. | Glasgow       | Skócia            | Scottish Exhibition, Conference Centre             |
| 2011. március 29. | Glasgow       | Skócia            | Scottish Exhibition, Conference Centre             |
| 2011. március 30. | Glasgow       | Skócia            | Scottish Exhibition, Conference Centre             |
| 2011. április 1.  | Manchester    | Anglia            | Manchester Evening News Arena                      |
| 2011. április 2.  | Manchester    | Anglia            | Manchester Evening News Arena                      |
| 2011. április 4.  | Manchester    | Anglia            | Manchester Evening News Arena                      |
| 2011. április 5.  | Manchester    | Anglia            | Manchester Evening News Arena                      |
| 2011. április 7.  | London        | Anglia            | O2 Arena                                           |
| 2011. április 8.  | London        | Anglia            | O2 Arena                                           |
| 2011. április 9.  | London        | Anglia            | O2 Arena                                           |
| 2011. április 11. | London        | Anglia            | O2 Arena                                           |
| 2011. április 12. | London        | Anglia            | O2 Arena                                           |
| Ázsia             |               |                   |                                                    |
| 2011. április 23. | Csiba         | Japán             | Makuhari Messe                                     |
| 2011. április 24. | Csiba         | Japán             | Makuhari Messe                                     |
| 2011. április 25. | Oszaka        | Japán             | Osaka-jō Hall                                      |
| Észak-Amerika     |               |                   |                                                    |
| 2011. április 28. | Montréal      | Kanada            | Bell Centre                                        |
| 2011. április 29. | Boston        | Egyesült Államok  | Agganis Arena                                      |
| 2011. április 30. | Fairfax       | Egyesült Államok  | Patriot Center                                     |
| 2011. május 2.    | New York      | Egyesült Államok  | Hammerstein Ballroom                               |
| 2011. május 3.    | New York      | Egyesült Államok  | Hammerstein Ballroom                               |
| 2011. május 4.    | New York      | Egyesült Államok  | Hammerstein Ballroom                               |
| 2011. május 6.    | Atlanta       | Egyesült Államok  | Fox Theatre                                        |
| 2011. május 7.    | Sunrise       | Egyesült Államok  | Bank Atlantic Center                               |
| 2011. május 8.    | Orlando       | Egyesült Államok  | Hard Rock Live                                     |
| 2011. május 10.   | Houston       | Egyesült Államok  | Verizon Wireless Theater                           |
| 2011. május 12.   | Mexikóváros   | Mexikó            | Palacio de los Deportes                            |
| 2011. május 14.   | Guadalajara   | Mexikó            | Telmex Auditorium                                  |
| 2011. május 16.   | Monterrey     | Mexikó            | Monterrey Arena                                    |
| 2011. május 18.   | Grand Prairie | Egyesült Államok  | Verizon Theatre (Grand Prairie)                    |
| 2011. május 20.   | Los Angeles   | Egyesült Államok  | Hollywood Bowl                                     |
| 2011. május 21.   | San Francisco | Egyesült Államok  | Bill Graham Civic Auditorium                       |
| 2011. május 22.   | Las Vegas     | Egyesült Államok  | The Colosseum at Caesars Palace                    |
| Ausztrália        |               |                   |                                                    |
| 2011. június 3.   | Brisbane      | Ausztrália        | Brisbane Entertainment Centre                      |
| 2011. június 4.   | Brisbane      | Ausztrália        | Brisbane Entertainment Centre                      |
| 2011. június 7.   | Sydney        | Ausztrália        | Sydney Entertainment Centre                        |
| 2011. június 8.   | Sydney        | Ausztrália        | Sydney Entertainment Centre                        |
| 2011. június 11.  | Sydney        | Ausztrália        | Sydney Entertainment Centre                        |
| 2011. június 14.  | Melbourne     | Ausztrália        | Rod Laver Arena                                    |
| 2011. június 15.  | Melbourne     | Ausztrália        | Rod Laver Arena                                    |
| 2011. június 16.  | Melbourne     | Ausztrália        | Rod Laver Arena                                    |
| 2011. június 18.  | Adelaide      | Ausztrália        | Adelaide Entertainment Centre                      |
| 2011. június 22.  | Perth         | Ausztrália        | Burswood Entertainment Complex                     |
| Ázsia             |               |                   |                                                    |
| 2011. június 25.  | Bangkok       | Thaiföld          | Impact Arena                                       |
| 2011. június 27.  | Bogor         | Indonézia         | Sentul International Convention Center             |
| 2011. június 29.  | Szingapúr     | Szingapúr         | Singapore Indoor Stadium                           |
| 2011. július 1.   | Váncaj        | Hongkong          | Hong Kong Convention, Exhibition Centre            |
| 2011. július 3.   | Tajpej        | Kínai Köztársaság | Taipei World Trade Center, Nangang Exhibition Hall |
| 2011. július 5.   | Quezon City   | Fülöp-szigetek    | Araneta Coliseum                                   |
| Afrika            |               |                   |                                                    |
| 2011. július 8.   | Johannesburg  | Dél-Afrika        | Sun City Super Bowl                                |
| 2011. július 9.   | Johannesburg  | Dél-Afrika        | Sun City Super Bowl                                |
| 2011. július 10.  | Johannesburg  | Dél-Afrika        | Sun City Super Bowl                                |
| 2011. július 13.  | Fokváros      | Dél-Afrika        | Grand Arena (Grand West Casino)                    |
| 2011. július 14.  | Fokváros      | Dél-Afrika        | Grand Arena (Grand West Casino)                    |